# 达伦·弗莱彻
达伦·巴爾·弗莱彻（英語：Darren Barr Fletcher，1984年2月1日—）是蘇格蘭足球運動員，生於英國蘇格蘭達爾基斯，司職中場，曾效力英超球隊曼联，亦為蘇格蘭足球代表隊的主力球員。现为英超球队曼联的助理教练。

## 足球生涯

### 曼聯
費查於2000年7月加盟曼聯成為學徒球員，在2001年2月轉為職業合約，初時被陪養成為碧咸在右翼位的接班人。2003年3月14日於曼聯主場對瑞士巴素利的歐聯賽事初次上陣。2003/04球季費查經常在曼聯一隊獲得出場機會，更在季尾5月的足總杯決賽對米禾爾時正選上陣，獲得首面冠軍獎牌。
2004/05球季初期，費查出場機會有限，但隨著重拾上季的良好狀態，費查再次獲得重用，2005年元旦在對米德尔斯堡時射入首個聯賽入球為曼聯先開紀錄。但費查受傷患困擾而未能在一隊站穩正選席位，並且逐漸移入中路成為正中場球員。
費查逐漸成為蘇格蘭的必然正選，在其第二場代表蘇格蘭後備上場戰立陶宛時射入其首個國際賽入球，使蘇格蘭晉級2004年葡萄牙歐洲足球錦標賽的附加賽。2004年5月26日作客塔林友賽對愛沙尼亞時費查獲委任為隊長，是繼（John Lambie）後第二最年青的蘇格蘭隊長，以1-0獲勝。
很多球評家認為這名身高腳長的工兵型球員踢法與法國國家隊中場大腦韋拉相近。費查於右路並不擅長盤扭或快速推進，相反他擅於協助球隊助攻助守，協調攻守平衡，他亦有充裕的體力，令他有機會間中串演中路中場一職，負責更多防守工作。他當時仍未成為球隊的正選中場，普遍認為原因是他的表現時好時壞、缺乏穩定性所致。
費查有時被曼聯的球迷嘲笑其演出不濟，但在2005年10月曼聯以4-1被米德尔斯堡擊敗後，當時因傷沒有出場的曼聯隊長羅伊·基恩點名批評隊中的年青球員水準差劣，費查是其中之一。2005年11月6日費查在對切爾西的比賽到31分鐘，費查接應左路傳中球，在禁區右邊窄角度的拋物線頭球越過施治進入網窩，唯一入球1-0獲勝，結束車路士40場聯賽的不敗紀錄，亦回應了羅伊·基恩的批評。
於07/08年球季，由於安達臣、夏格維斯及蘭尼等球員加盟球隊，費查在整個上半季只得到頗少上陣機會。而在08年2月對阿仙奴的足總盃賽事，費查把握少有的正選上陣機會，攻入兩個入球，協助球隊以4:0大勝對手。
08/09年球季，由於夏格維斯長期受傷和安達臣及蘭尼表現不穩的關係，費查獲得不少的出場機會，而他亦為曼聯於08/09年球季勇奪英超聯的功臣之一，逐漸成為球隊中場中路的主力。
2010/11球季，費查因病缺戰數月，官方只聲稱那是不明病毒所致。
2011年3月4日，曼聯與費查續約4年至2014/15年球季尾。
2011/12球季，費查在體重暴跌的狀態下重返球隊，但只曾7次正選上陣；2011年12月13日，曼聯官方證實費查因患上潰瘍性結腸炎，將會無限期休戰，直至完全康復才會復出。
2012年1月29日，英國報章透露費查康復期間會協助曼聯預備組領隊訓練預備組球員。
2012年8月14日，費查於一場曼聯表演賽以後備身份上場復出，上陣約30分鐘。
2012年9月19日，費查於歐聯分組賽主場對加拉塔沙雷以後備身份上場正式復出。
2012年11月14日，費查在英超2012/13球季主場對昆士柏流浪的比賽首次兼以正選身份上場，並用頭頂入1球。
2013年1月17日，曼聯官方發表的一份聲明說：「費查為解決他的潰瘍性結腸炎而接受了手術治療，因此他將無法參加本季餘下比賽。我們想強調的是，手術是一直以來的計劃，只需要等球員達到較佳的健康水平就能做。本季費查能如常地跟隨球隊訓練，說明現在正是施行手術的適當時間。」
「對費查和球會而言，遺憾的是他本季之內無法再為球隊出力。我們很支持做手術的決定，一切都是出於他的長期健康考慮，希望他來季可以無病無痛地回歸球隊。希望現在以及未來幾個月大家能尊重他的私隱，這有利於他的康復。費查於2012/13球季為曼聯上陣10場(聯賽3場、歐聯5場及聯賽盃2場)入1球，另代表蘇格蘭上陣3場(世界盃外圍賽2場及國際友誼賽1場)。

### 西布朗
2015年2月2日，費查以自由身轉會加盟西布朗。

### 史篤城
2017年6月2日，費查加盟史篤城，簽約2年。

## 榮譽

### 球會
曼聯
- 英格蘭足球超級聯賽（4）：2006/07年、2007/08年、2008/09年、2010/11年；
- 英格蘭足總盃（1）：2003/04年；
- 英格蘭聯賽盃（2）：2005/06年、2009/10年；
- 英格蘭社區盾（3）：2003年、2007年、2008年；
- 歐洲冠軍聯賽（1）：2007/08年；
- 國際足協世界冠軍球會盃（1）：2008年；

### 國家隊
- 麒麟盃（1）：2006年

## 外部連結
- 足球数据库：達倫·弗萊徹的球员统计数据
- 費查於國家隊紀錄 （页面存档备份，存于）
- BBC球員簡介 （页面存档备份，存于）